# Créquoise
Die Créquoise (manchmal auch ohne Akzent geschrieben) ist ein kleiner Fluss in Frankreich, der im Département Pas-de-Calais in der Region Hauts-de-France verläuft. Sie entspringt im Hauptort der Gemeinde Créquy, entwässert generell Richtung Südwest durch die historische Provinz Artois und mündet nach rund 15 Kilometern im Gemeindegebiet von Beaurainville als rechter Nebenfluss in die Canche.

## Orte am Fluss
(Reihenfolge in Fließrichtung)
- Créquy
- Torcy
- Royon
- Lebiez
- Hesmond
- Offin
- Loison-sur-Créquoise
- Beaurainville